# Neottiura
Genre
Neottiura est un genre d'araignées aranéomorphes de la famille des Theridiidae.

## Distribution
Les espèces de ce genre se rencontrent dans la zone Holarctique.

## Liste des espèces
Selon World Spider Catalog (version 16.0, 10/05/2015) :
- Neottiura bimaculata (Linnaeus, 1767)
- Neottiura curvimana (Simon, 1914)
- Neottiura herbigrada (Simon, 1873)
- Neottiura margarita (Yoshida, 1985)
- Neottiura suaveolens (Simon, 1879)
- Neottiura uncinata (Lucas, 1846)

## Publication originale
- Menge, 1868 : Preussische spinnen. II. Erste Abtheilung. Schriften der Naturforschenden Gesellschaft in Danzig (Neue Serie), vol. 2, p. 153-218.